# Pernilla Winberg
Pernilla Margareta Stephanie Winberg, född 24 februari 1989 i Malmö är en svensk ishockeyspelare.
Pernilla Winberg växte upp i Limhamn och spelade sedan juniortiden i Limhamn Limeburners HC och Trelleborggs IK. Redan sedan 13 års ålder har hon spelat i Damkronorna som forward och bland annat deltagit i fyra vinter-OS, med silvermedalj i Turin 2006, samt i Vancouver 2010, Sotji 2014 och i Pyeongchang 2018. 2010 utsågs hon till Årets hockeytjej. Under säsongen 2013/14 spelade hon för Munksund-Skuthamns SK, men bytte hösten 2014 till Linköpings HC.